# Джо Сакко (автор коміксів)
Джо Сакко (Joe Sacco) (2 жовтня 1960 року, Мальта) — мальтійсько-американський мультиплікатор і журналіст. Він найбільш відомий коміксами.

## Біографія
Сакко народився в  Мальті 2 жовтня 1960 року. Його батько Леонард був інженером, а мати Кармен — вчителькою. Коли Джо виповнився рік, родина переїхала до Мельбурна, Австралія. Там Джо провів своє дитинство до 1972 року, коли вони переїхали до Лос-Анджелеса. Він розпочав свою журналістську кар'єру, працюючи над газетою «Середня школа заходу сонця» у Бівертоні, штат Орегон. Журналістика була його головним заняттям, та саме у цей час він розвинув свою схильність до гумору і сатири. Закінчив Sunset High в 1978 році.
Сакко навчався в Орегонському університеті з 1981 році три роки. За цей час він став бакалавром мистецтв у журналістиці. За його словами « не міг знайти роботу, пишучи дуже важкі, цікаві твори», Після короткочасного працевлаштування в журналі Національної нотаріальної асоціації, знайшов роботу, але вона його не приваблювала, здавалась «дуже, дуже нудною». Тоді він повернувся до Мальти, сподіваючись знайти інше спрямування у професії. Але так, як основним захопленням були мультфільми, то він вирішив працювати у мультиплікації.
Він почав працювати з місцевим видавцем, що пише посібники. На той час у Мальті не було історії створеннякоміксів.
Повернувшись до Сполучених Штатів, до 1985 року Сакко створив  сатиричний журнал під назвою «Портлендська постійна преса» в Портленд, Орегон. Коли журнал через п'ятнадцять місяців налаштував свою роботу, він влаштувався в Журнал коміксів як штатний автор новин. Ця робота дала йому можливість створити та відредагувати антологію коміксів.
Ще більше Сакко цікавився подорожами. У 1988 році він знову покинув США, щоб подорожувати Європою. Свою подорож він хронізував у автобіографічному коміксі «Yahoo». Поїздка привела його до воєнних дій у Перській затоці, а в 1991 році він опинився у Палестині, щоб створити і опублікувати комікси про Палестину. Джо Сакко згодом для вивчення політики Близького Сходу поїхав до Ізраїлю та Палестинських територій. Його графічний роман «Палестина» поклав початок новому жанру — графічна журналістика, а ім'я автора стало синонімом цього напрямку.
На початку 90-х років Джо Сакко провів два місяці на Західному березі річки Йордан і в секторі Газа, подорожував і робив нотатки. Він взяв понад 100 інтерв'ю у палестинців і ізраїльтян. Результатом цієї поїздки і став комікс «Палестина». Поєднуючи методи репортажу і мистецтво графічного розповіді, Сакко досліджує в ньому політично складну ситуацію в регіоні, яка триває вже понад століття. «Палестина» — це збірка коротких і довгих творів, які розповідали про подорожі Сакко і його зустрічі з палестинцями (і кількома ізраїльтянами), а деякі драматизували розповіді, які йому розповідали. Він був серіалізований як комікс з 1993 по 1995 рік, а потім опублікований у кількох збірках, першу збірку було продано у кількості 30 000 примірників у Великій Британії.
Далі Сакко подорожував до Сараєво та Горажде наприкінці війни в Боснії, і підготував серію коміксів у тому ж стилі. Джо Сакко отримав грант Ґуґґенгайма. Книга «Безпечний район Горажде» отримала премію Ейснера за найкращий оригінальний графічний роман у 2001 році.
Він також опублікував короткі фрагменти графічних репортажів до різних журналів, на тематику від військових злочинів до [блюз], був ілюстратором твору Харві Пекара. У 2005 році він написав і намалював два восьмисторінкові комікси із зображеннями подій в Іраку, опублікованих у «The Guardian» ". Він також написав 16-сторінковий твір у випуску газети «Журнал Гарпера» «на 16 сторінках під назвою» Вниз! Вгору! Ти зараз в армії Іраку ". У 2009 році було опубліковано його «Зноски в Газі» ", в якому розслідуються дві забуті різанини в листопаді 1956 р. У червні 2012 р. вийшла книга про бідність у Сполучених Штатах, "Дні руйнування, дні повстання, " співавтором з журналістом Крісом Хеджес.
В даний час Сакко живе в Портленді, штат Орегон.

## Нагороди
- 2001 р — Американська книжкова премія
- 2001 р. — Грант Ґуґґенгайма
- 2001 р.- Премія Ейснера
- 2009 р. — номінація на Книжкову премію Лос-Анджелес Таймз за графічний роман.
- 2010 р. — нагороджений 2010 р. Книжкова премією Реденгора.
- 2012 р.- нагороджений Книжковою премією Орегона
- 2014 — став фіналістом «Книжкової премії Орегона» за 2014 рік за «Журналістику».